# Varlam Tikhonovich Shalamov
Varlam Tikhonovich Shalamov (tiếng Nga: Варла́м Ти́хонович Шала́мов) (18 tháng 6 năm 1907 – 17 tháng 1 năm 1982) – nhà thơ, nhà báo, nhà văn Nga, Xô Viết, người có những tác phẩm viết về những trại cải tạo thời Xô Viết.

## Tiểu sử
Varlam Shalamov sinh ở Vologda. Bố là linh mục, mẹ là người nội trợ. Năm 1914 vào học trường gymnazy và học xong trung học sau khi cách mạng đã thành công. Năm 1923 lên Moskva làm thơ ở nhà máy. Từ năm 1926 đến 1929 học khoa luật Đại học Quốc gia Moskva (MGU). Thời kỳ này bắt đầu làm thơ và tham dự các nhóm văn học, dự các buổi hội thảo về văn học và tích cực tham gia các hoạt động xã hội, có liên hệ với các nhóm Trotsky của MGU, tham gia vào cuộc tuần hành kỷ niêm 10 năm Cách mạng tháng Mười với khẩu hiệu "Đả đảo Joseph Stalin!" và phổ biến những câu thêm vào "Di chúc của Lenin". Ngày 19 tháng 12 năm 1929 Varlam Shalamov bị bắt, bị kết án 3 năm tù ở trại cải tạo Vishesky vùng Uran. Năm 1931 được ra tù và dược phục hồi danh dự. Năm 1932 trở về Moskva làm việc ở một số cơ quan báo chí.
Tháng 2 năm 1937 Shalamov lại bị bắt vì "hoạt động phản cách mạng" và bị kết án 5 năm cải tạo ở Kolyma. Ngày 22 tháng 6 năm 1943 ông lại bị kết án thêm 10 năm nữa vì tội "tuyên truyền chống chính quyền Xô Viết" và tội gọi Ivan Bunin là nhà văn cổ điển Nga (... я был осуждён в войну за заявление, что Бунин — русский классик). Năm 1951 ông được ra trại nhưng vì bệnh tật nên không thể về Moskva ngay mà mãi đến năm 1956. Năm 1957 ông làm phóng viên ngoài biên chế của tạp chí Moskva, khi đó đã in thơ của ông. Năm 1961 xuất bản tập thơ Огниво. Năm 1979 ông bị mù và điếc, đi lại rất khó khăn.
Tác phẩm của Shalamov được xuất bản ở London năm 1978 (bằng tiếng Nga), năm 1980 và 1982 ở Paris (bằng tiếng Pháp), năm 1981- 1982 ở New York (bằng tiếng Anh). Shalamov trở nên nổi tiếng khắp thế giới sau khi tác phẩm của ông được xuất bản ở nước ngoài.
Varlam Shalamov mất ngày 17 tháng 1 năm 1982 ở Moskva. 

## Một số bài thơ
| Người ta bắn vào tôi trên đường biên Đường biên giới của lương tâm mình Máu của tôi tuôn chảy trên trang giấy Và đã làm cho bè bạn ưu phiền. Một khi để lạc mất con đường Ở giữa những ngọn đồi tua tủa Thì bạn bè bỏ qua rất nhiều thứ Họ đưa ra bản án rất nhẹ nhàng. Nhưng mà vẫn còn đây những tháp canh Chúng phụng sự cho mơ ước của mình Chúng dõi nhìn xuyên qua hàng thế kỷ Những đớn đau, mất mát, những hoài công. Khi ở trong rối loạn, mất tinh thần Hướng cái vùng kinh hoàng, tôi bước đến Chúng bám theo một cách rất ngoan ngoãn Một khi tôi còn ở giữa tầm nhìn. Khi tôi bước vào vùng như thế kia Không còn phía ta - mà là phía khác Thì người ta hành động theo luật pháp Hành động động theo luật pháp phía bên ta. Và để cho đau khổ ngắn ngủi hơn Không nghi ngờ gì nữa là để chết Tôi trao cho những bàn tay của mình Như vào tay xạ thủ cừ khôi nhất. Em đừng vội Em đừng vội cài khuy Đừng vội đi ra phố Đôi con mắt rộng mở Nhíu lại bớt chút đi. Hoa cỏ buổi bình minh Ngời giọt sương – dòng lệ Chẳng lẽ em có thể Bước chân đất trên sương. Giẫm chân lên dòng lệ Và em cười ầm vang Khi chưa đổ khỏi giường Cơn cảm hàn nghiệt ngã. Bản dịch của Nguyễn Viết Thắng | Меня застрелят на границе Меня застрелят на границе, Границе совести моей, И кровь моя зальет страницы, Что так тревожили друзей. Когда теряется дорога Среди щетинящихся гор, Друзья прощают слишком много, Выносят мягкий приговор. Но есть посты сторожевые На службе собственной мечты, Они следят сквозь вековые Ущербы, боли и тщеты. Когда в смятенье малодушном Я к страшной зоне подойду, Они прицелятся послушно, Пока у них я на виду. Когда войду в такую зону Уж не моей - чужой страны, Они поступят по закону, Закону нашей стороны. И чтоб короче были муки, Чтоб умереть наверняка, Я отдан в собственные руки, Как в руки лучшего стрелка. Ты не застегивай крючков Ты не застегивай крючков, Не торопись в дорогу, Кружки расширенных зрачков Сужая понемногу. Трава в предутренней красе Блестит слезой-росою, А разве можно по росе Ходить тебе босою. И эти слезы растоптать И хохотать, покуда Не свалит с ног тебя в кровать Жестокая простуда. |